# Mézières-sur-Couesnon
Mézières-sur-Couesnon (bret. Magoerioù-ar-C'houenon) – miejscowość i gmina we Francji, w regionie Bretania, w departamencie Ille-et-Vilaine.
Według danych na rok 1990 gminę zamieszkiwało 807 osób, a gęstość zaludnienia wynosiła 33 osoby/km² (wśród 1269 gmin Bretanii Mézières-sur-Couesnon plasuje się na 660. miejscu pod względem liczby ludności, natomiast pod względem powierzchni na miejscu 392.).